# スウィングマン
スウィングマン（Swingman）は、スポーツ、特に球技（バスケットボール、野球）において、1人で複数の役割をこなす選手を指す言葉である。
swingとは「どちらでもいける」という意味を持つ。

## 概要

### バスケットボールにおいてのスウィングマン
バスケットボールのポジションにおいて、シューティングガードとフォワードの両方をプレイする選手を示す用語である。ガードフォワード（Guard Forward）とも。
スウィングマンという概念は、1970年代終わりから1980年代始めにかけて誕生し、ジョン・ハブリチェックに対して初めて用いられた。優れたスウィングマンは、高さや運動能力でディフェンスのミスマッチを生み出すことができる。ポール・ジョージ、ジェラルド・グリーン、ニック・ヤング、C・J・マイルズ、テレンス・ロス、エヴァン・ターナー、ダニー・グリーン、クワイ・レナード、ヴィンス・カーター、ターボ・セフォロシャ、ジミー・バトラー、ジョー・ジョンソン、アンドリュー・ウィギンス、アーロン・アフラロらが該当する。また引退している選手では、コービー・ブライアント、ジョージ・ガービン、トニー・クーコッチ、クライド・ドレクスラー、トレーシー・マグレディらが該当する。

#### ポイントフォワード
ボールハンドリングを行い、ランオフェンスをする(ポイントガードとフォワードの役割をする)選手は、ポイントフォワードと呼ばれる。スコッティ・ピッペンはポイントフォワードとして評価されている。現在ではレブロン・ジェームズ、ラマー・オドム、ヒド・ターコルー、タイリーク・エバンスなどがポイントフォワードとして認知されている。更にセンターまでマッチアップできる選手としてボリス・ディアウが知られている。

### 野球においてのスウィングマン
野球においては、先発も救援もこなす投手のことをスウィングマンという。主に中継ぎやロングリリーフなどをこなしながら、ローテーションの駒不足やスポット先発（ローテーションの谷間）など状況によっては先発での登板がある
。代表的な投手として石川柊太や大谷智久（以上NPB）、ジェシー・チャベスやデビッド・フェルプス（以上MLB）らが挙げられる。